# Półrzeczki
Półrzeczki est une localité polonaise de la gmina de Dobra, située dans le powiat de Limanowa en voïvodie de Petite-Pologne.